# Azorenstrom
Der Azorenstrom ist eine warme Meeresströmung im nördlichen subtropischen Atlantischen Ozean. Er entsteht als ein Abzweiger des Golfstroms; etwa ein Viertel der Wassermassen des Golfstroms fließt entlang des 30. bis 38. Breitengrades nach Osten. Südöstlich der Azoren speist der inzwischen etwas abgekühlte Azorenstrom einen Großteil des Kanarenstroms.